# Snookerweltmeisterschaft 1931
Die Snookerweltmeisterschaft 1931 wurde in der Lounge Billiard Hall in Nottingham, England ausgetragen.
Obwohl die Popularität von Snooker zunahm und die Zuschauerzahlen stiegen, gab es nur zwei Teilnehmer an diesem Turnier, welche die Vorjahresfinalisten Joe Davis und Tom Dennis waren.
Austragungsort war das Hinterzimmer des Pubs, der Tom Dennis gehörte. Das Finale auf dem eigenen Tisch austragen zu dürfen, half Dennis nicht. Er verlor, wie schon im Vorjahr, gegen Davis. Der sicherte sich damit seinen fünften Titel in Folge.

## Hauptrunde
|  | Finale Best of 49 Frames |    |
|  |                          |    |
|  |                          |    |
|  | Joe Davis                | 25 |
|  | Tom Dennis               | 21 |

## Höchste Breaks
Joe Davis 72, 58, 56